# Presidenti della Costa d'Avorio
I presidenti della Costa d'Avorio dal 1960 (data di indipendenza dalla Francia) ad oggi sono i seguenti.

## Lista
| Presidente | Presidente | Presidente             | Partito                                  | Elezione                               | Mandato                          | Mandato                          |
| Presidente | Presidente | Presidente             | Partito                                  | Elezione                               | Inizio                           | Fine                             |
| ---------- | ---------- | ---------------------- | ---------------------------------------- | -------------------------------------- | -------------------------------- | -------------------------------- |
|            |            | Félix Houphouët-Boigny | Partito Democratico della Costa d'Avorio | 1960, 1965, 1970 1975, 1980, 1985 1990 | 7 agosto 1960                    | 7 dicembre 1993                  |
|            |            | Henri Konan Bédié      | Partito Democratico della Costa d'Avorio | Ad interim (1993 - 1995) 1995          | 7 dicembre 1993                  | 24 dicembre 1999                 |
|            |            | Robert Guéï            | Militare                                 | A seguito di colpo di Stato            | 4 gennaio 2000                   | 26 ottobre 2000                  |
|            |            | Laurent Gbagbo         | Fronte Popolare Ivoriano                 | 2000                                   | 26 ottobre 2000                  | 4 dicembre 2010 (11 aprile 2011) |
|            |            | Alassane Ouattara      | Raggruppamento dei Repubblicani          | 2010, 2015, 2020                       | 4 dicembre 2010 (11 aprile 2011) | in carica                        |